# Hakim Warrick
Hakim Hanif Warrick (ur. 8 lipca 1982 w Filadelfii) – amerykański koszykarz, występujący na pozycji silnego skrzydłowego.

## Początki
Ukończył szkołę średnią Friends Central i doprowadził drużynę do mistrzostwa ligi. Zdobywał średnio 15,6 punktów, 13 zbiórek i 4,8 bloków. Później przeniósł się na Syracuse University, gdzie grał w drużynie uczelnianej Syracuse Orange. Średnio rzucał nieco ponad 6 punktów i zbierał niecałe 5 piłek. Były to czwarte wyniki w zespole. W swoim drugim roku na uczelni został uhonorowany nagrodą, dla zawodnika, który poczynił największe postępy w grze. Swoją średnią zdobywanych punktów poprawił o ponad 8 punktów, miał także średnio prawie 4 zbiórki więcej. W ostatnim sezonie zdobył z drużyną uniwersytetu Syracuse mistrzostwo ligi akademickiej.

## Kariera w NBA
Hakim Warrick został wybrany w drafcie 2005 roku z numerem 19 przez drużynę Memphis Grizzlies. W sezonie 2005/2006 jako debiutant rozegrał 68 spotkań, tylko dwa w pierwszej piątce. Średnio zdobywał 4,1 punktów. W tym sezonie wystąpił także w konkursie wsadów podczas weekendu gwiazd. Zajął 3. miejsce przegrywając z Natem Robinsonem i Andre Iguodalą. Zagrał także w trzech meczach playoff, w których jego drużyna została wyeliminowana z dalszej gry przez Dallas Mavericks. Sezon 2006-2007 Warrick był często podstawowym zawodnikiem drużyny. Stało się tak głównie przez kontuzję Paua Gasola. Warrick wystąpił we wszystkich 82 meczach sezonu zasadniczego z czego 43 w pierwszym składzie. 9 grudnia 2006 roku w meczu przeciwko Milwaukee Bucks, Warrick zdobył 31 punktów, najwięcej w swojej karierze. Niedługo po tym, w meczu z Phoenix Suns zaliczył 16 zbiórek, również bijąc swój rekord. Sezon zakończył ze średnią 12,7 punktów i 5,1 zbiórek. Sezon 2007/2008 to 75 spotkań Warricka, 30 w wyjściowej piątce. Miał nieco gorsze statystyki w porównaniu z poprzednim sezonem. Rzucał 11,4 punktów, miał 4,.7 zbiórek.
Rozgrywki 2008/2009 były ostatnimi w barwach Memphis Grizzlies. Zdobywał średnio 11,6 punktów i 5,0 zbiórek. Po sezonie został wolnym agentem i podpisał kontrakt z Milwaukee Bucks. Tam zagrał tylko 48 spotkań, zdobywając średnio 10,2 punktów i 4,4 zbiórek. 18 lutego 2010 został wymieniony do Chicago Bulls. Tam dograł tylko do końca sezonu, po czym został oddany do Phoenix Suns.
26 lipca 2012 roku został oddany do New Orleans Hornets. Razem z nim przeszedł tam Robin Lopez.
13 listopada 2012 został wymieniony do Charlotte Bobcats w zamian za Matta Carrolla.

## Osiągnięcia
Na podstawie, o ile nie zaznaczono inaczej.
NCAA
- Mistrz NCAA (2003)
- Koszykarz Roku Konferencji Big East (2005)[4]
- MVP turnieju:
  - Big East (2005)[5]
  - Coaches vs. Classic (2005)
  - Coaches vs. Classic TIAA-CREF Regional (2005)
- Największy postęp Big East (2003)
- Zaliczony do:
  - I składu:
    - All-American (2005)
    - Big East (2004, 2005)
    - turnieju:
      - Coaches vs. Classic (2005)

  - II składu All-American (2004, 2005 przez Sporting News)
  - III składu:
    - Big East (2003)
    - All-American (2004 przez NABC, Associated Press)

NBA
- Uczestnik konkursu wsadów NBA (2006)

Drużynowe
- Mistrz Grecji (2016)

Indywidualne
- Najlepszy rezerwowy australijskiej ligi NBL (2016)

## Statystyki

### NBA
| Sezon     | Drużyna           | Mecze | Minuty | Punkty | Skuteczność z gry | Skuteczność wolnych | Zbiórki | Asysty | Przechwyty | Bloki |
| --------- | ----------------- | ----- | ------ | ------ | ----------------- | ------------------- | ------- | ------ | ---------- | ----- |
| 2005/2006 | Memphis Grizzlies | 68    | 10,6   | 4,1    | 44,3%             | 66,1%               | 2,1     | 0,4    | 0,2        | 0,3   |
| 2006/2007 | Memphis Grizzlies | 82    | 26,2   | 12,7   | 52,4%             | 77,1%               | 5,1     | 0,9    | 0,5        | 0,4   |
| 2007/2008 | Memphis Grizzlies | 70    | 23,4   | 11,4   | 50,2%             | 70,4%               | 4,7     | 0,7    | 0,5        | 0,4   |

### College
| Rok       | Mecze | Minuty | Punkty | Skuteczność z gry | Skuteczność wolnych | Zbiórki | Asysty | Przechwyty | Bloki |
| --------- | ----- | ------ | ------ | ----------------- | ------------------- | ------- | ------ | ---------- | ----- |
| 2001/2002 | 35    | 17,4   | 6,1    | 55,2%             | 38,3%               | 4,8     | 0,5    | 0,5        | 0,6   |
| 2002/2003 | 35    | 32,7   | 14,8   | 54,1%             | 66,7%               | 8,5     | 1,6    | 1,7        | 1,5   |
| 2003/2004 | 31    | 37,3   | 19,8   | 50,9%             | 69,2%               | 8,5     | 2,6    | 0,9        | 1,1   |
| 2004/2005 | 34    | 37,5   | 21,4   | 54,8%             | 68,1%               | 8,6     | 1,5    | 1,0        | 0,8   |

## Rekordy
| Punkty                | 31 przeciwko Milwaukee Bucks        |
| Rzuty z gry (celne)   | 12 przeciwko Denver Nuggets         |
| Rzuty z gry (ogólnie) | 21 przeciwko Denver Nuggets         |
| Rzuty za "3"(celne)   | 2 (2 razy)                          |
| Rzuty za "3"(ogólnie) | 3 (3 razy)                          |
| Celne osobiste        | 10 przeciwko Portland Trail Blazers |
| Rzuty osobiste        | 12 przeciwko New York Knicks        |
| Zbiórki ofensywne     | 8 przeciwko Milwaukee Bucks         |
| Zbiórki defensywne    | 11 (3 razy)                         |
| Zbiórki               | 16 przeciwko Phoenix Suns           |
| Asysty                | 5 (2 razy)                          |
| Przechwyty            | 3 (7 razy)                          |
| Bloki                 | 3 (4 razy)                          |
| Minut na boisku       | 45 (2 razy)                         |